# 유옹
진정안왕 유옹(眞定安王 劉雍, ? ~ 기원전 24년? 기원전 23년?)은 중국 전한의 황족 · 제후왕으로, 진정효왕 유유의 아들이다. 아버지가 죽자 그 뒤를 이어 진정왕이 되었고, 죽은 후에는 아들 진정공왕 유보가 뒤를 이었다. 아버지의 재위 기간이 한서 제후왕표에서는 33년, 경십삼왕전에서는 22년이고, 자신의 재위 기간은 한서 제후왕표에서는 16년, 경십삼왕전에서는 26년이라, 재위 기간은 제후왕표를 따르면 기원전 39년 ~ 기원전 23년이고 경십삼왕전을 따르면 기원전 50년 ~ 기원전 24년이다.